# Valdebebas

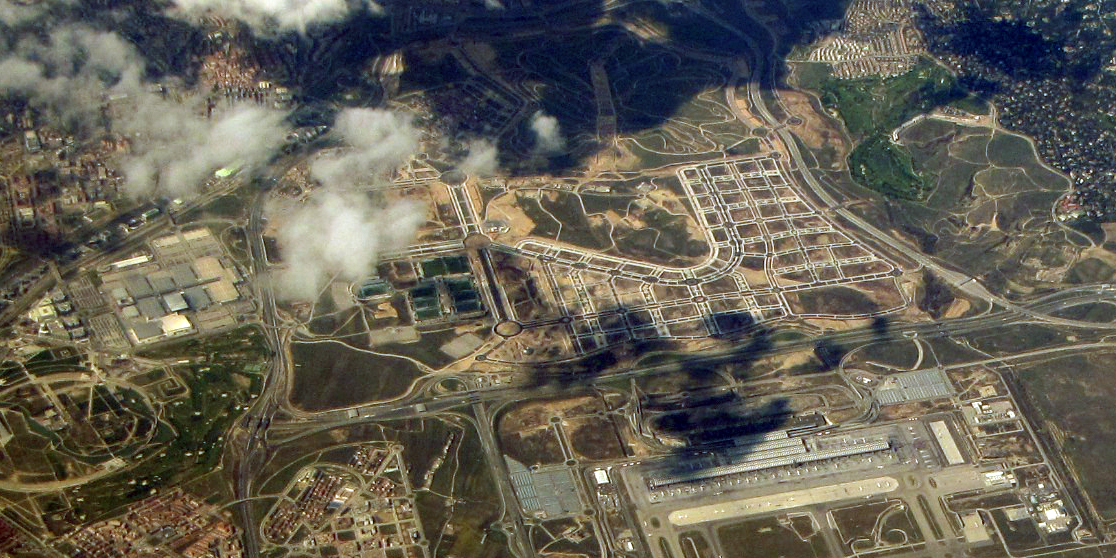
Valdebebas z lotu ptaka

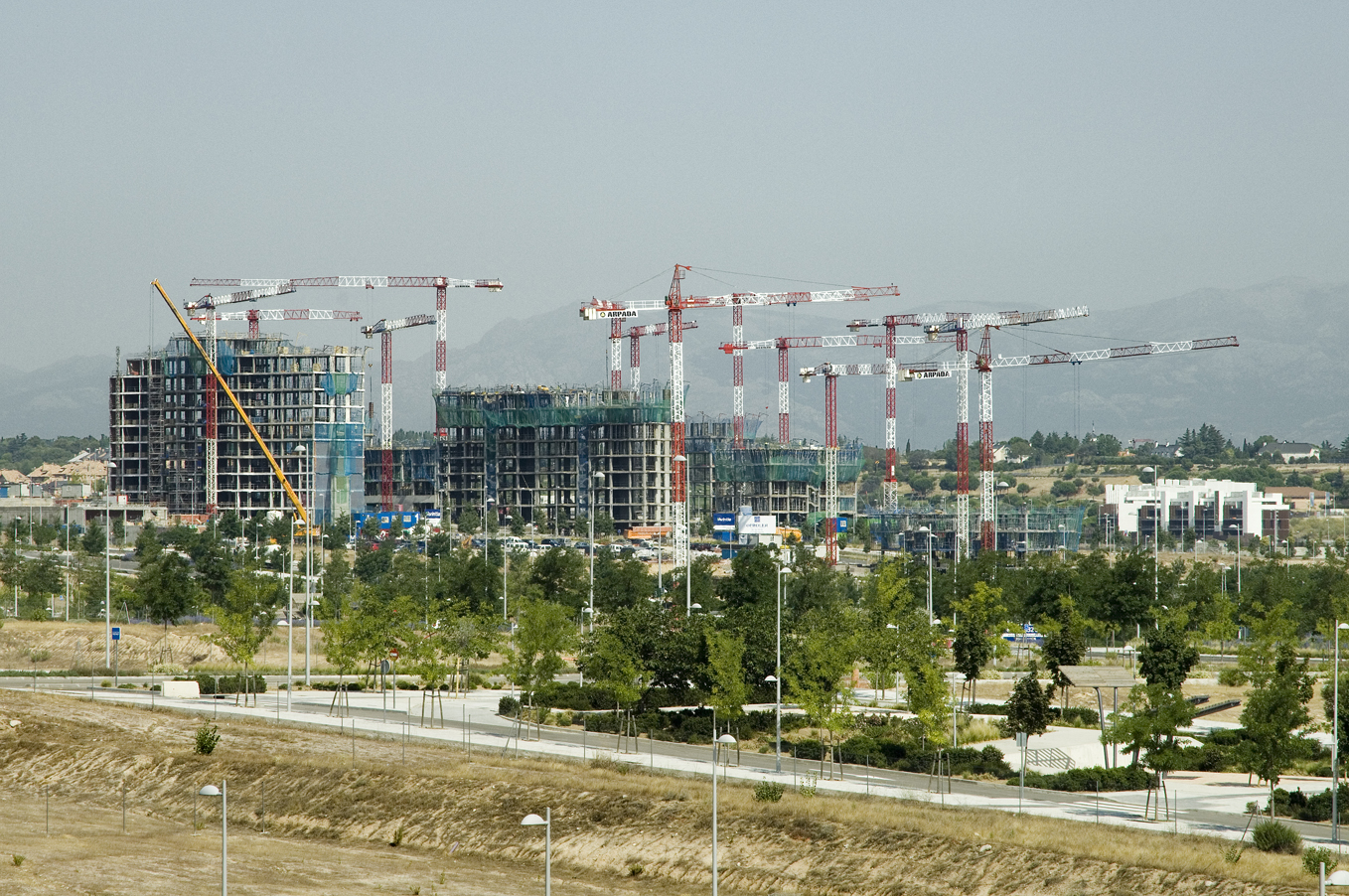
Valdebebas podczas budowy, 2012

Valdebebas – nowa dzielnica Madrytu, położona niedaleko lotniska Barajas, na północnym wschodzie miasta. Została zaprojektowana na 40 tys. osób, w sierpniu 2013 mieszkało w niej już 10 tys. osób.
Valdebebas to lokalizacja Ciudad Real Madrid, czyli obiektów treningowych Realu Madryt.
27 września 2014 w Valdebebas miała miejsce beatyfikacja bpa Alvaro del Portillo.